# 高银斧鱼
高银斧鱼（学名：Argyropelecus sladeni）为輻鰭魚綱巨口魚目褶胸鱼科银斧鱼属的鱼类。分布于印度洋、大西洋以及南海等海域，垂直分布约2000-0公尺，體長可達7公分。屬肉食性，以橈腳類等為食。